# و طبیعی نفس بکش
و طبیعی نفس بکش (ایسلندی: Andið eðlilega) یک فیلم درام ایسلندی است که در سال ۲۰۱۸ منتشر شد. از بازیگران آن می‌توان به ثورستن باخمان و کریستین ثورا هارالدستوتیر اشاره کرد.